# Su Xiongfeng
Su Xiongfeng (chinesisch 苏雄锋; * 21. März 1987) ist ein ehemaliger chinesischer Leichtathlet, der sich auf den Weitsprung spezialisiert hatte.

## Sportliche Laufbahn
Erste internationale Erfahrungen sammelte Su Xiongfeng im Jahr 2008, als er bei den Hallenasienmeisterschaften in Doha mit einer Weite von 7,56 m den sechsten Platz belegte. Im Jahr darauf nahm er erstmals an der Sommer-Universiade in Belgrad teil und erreichte dort mit 7,90 m Rang vier. Im März 2010 verbesserte er in Nanjing den chinesischen Hallenrekord von Huang Geng aus dem Jahr 1996 um vier Zentimeter auf 8,27 m und löste damit auch Mohamed Salman al-Khuwalidi aus Saudi-Arabien als Asienrekordhalter ab. Im Mai belegte er beim Diamond League Meeting in Shanghai mit 8,06 m den dritten Platz und gewann im Herbst bei den Asienspielen in Guangzhou mit einem Sprung auf 8,05 m die Silbermedaille hinter dem Südkoreaner Kim Deok-hyeon. Im Jahr darauf wurde beim Diamon League Meeting in Shanhai mit neuer Bestleistung von 8,19 m Zweiter und siegte anschließend bei den Asienmeisterschaften in Kōbe mit derselben Weite. Daraufhin siegte er auch bei den Studentenweltspielen in Shenzhen mit 8,17 m und schied dann bei den Weltmeisterschaften in Daegu mit 7,03 m in der Qualifikation aus. Auch bei den Leichtathletik-Hallenweltmeisterschaften 2012 in Istanbul verpasste er mit 7,42 m den Finaleinzug. 2016 bestritt er in Shaoxing seinen letzten Wettkampf und beendete damit seine aktive sportliche Karriere im Alter von 29 Jahren.
In den Jahren 2008 und 2010 wurde Su chinesischer Meister im Weitsprung.

## Persönliche Bestleistungen
- Weitsprung: 8,19 m (−0,1 m/s), 15. Mai 2011 in Shanghai
  - Weitsprung (Halle): 8,27 m, 11. März 2010 in Nanjing (Asienrekord)